# Protobulgari

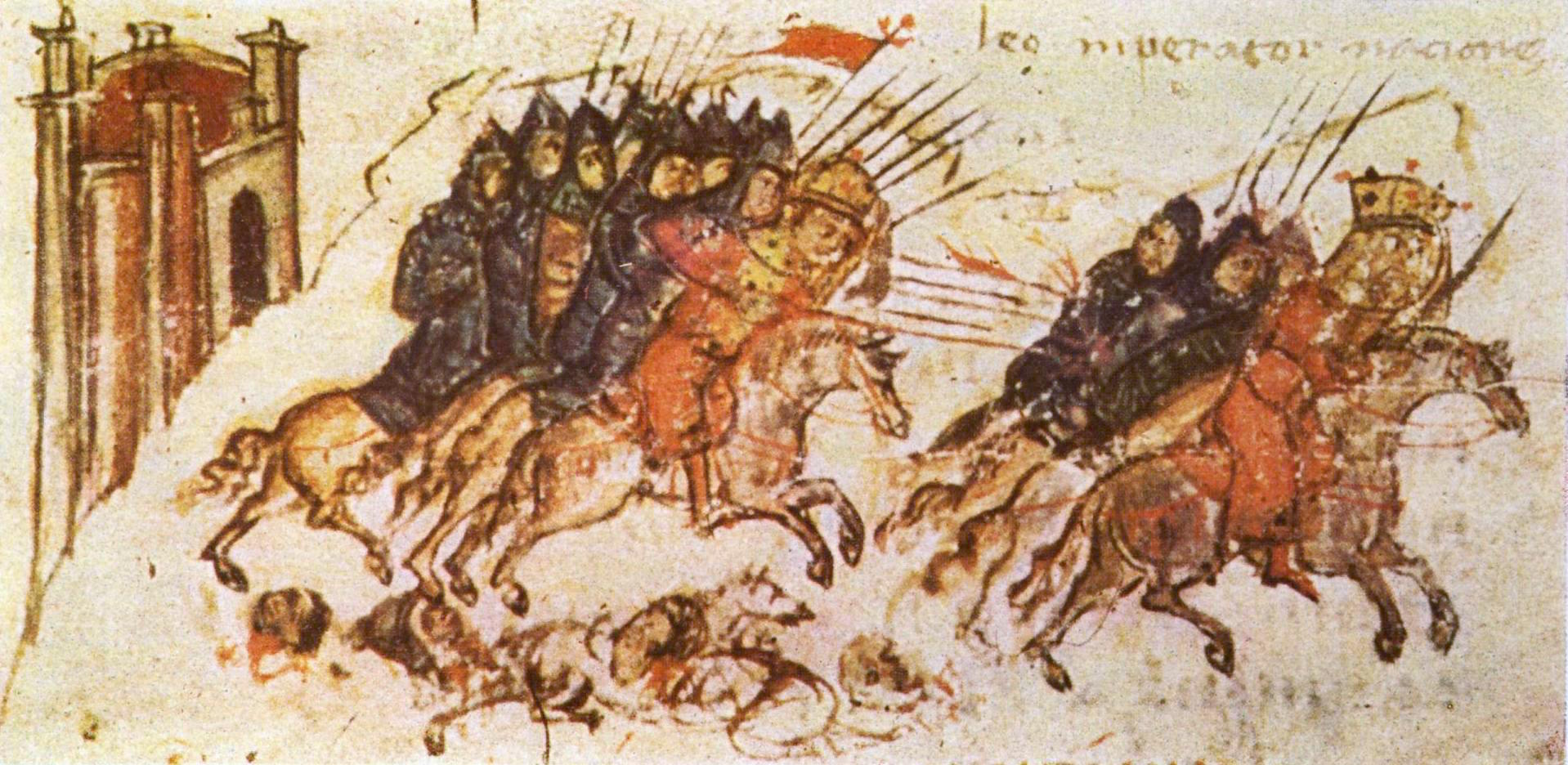
Protobulgarii conduși de hanul Krum persecutând bizantini la Bătălia de la Adrianopol (813).

Protobulgarii au fost niște triburi războinice semi-nomade de origine turcică, care s-au stabilit în stepa Ponto-Caspică și în regiunea râului Volga în secolul VII d.Hr. Dezvoltându-se ca un popor nomad ecvestru în regiunea dintre Volga și Urali, rădăcinile lor pot fi urmărite, conform unor cercetători, în Asia Centrală. În timpul migrațiilor protobulgarilor spre vest de-a lungul stepei euroasiatice, ei au intrat în contact cu alte grupuri etnice și influențe culturale, precum hunii, popoare iraniene și indo-europenii.
Intraseră deja în istorie încă din Antichitatea târzie, împreună cu ale popoare migratoare, stabilindu-se între Nipru și Don, pe teritoriul actualei Ucraina, atunci sub dominația kazarilor. Eliberați de aceștia, au creat în anii 630 Vechea Bulgarie Mare (Η παλαιά μεγάλη Βουλγαρία, din cronicile bizantine) sub hanul (cneazul) Kubrat, înainte de a se separa în anii 660 și 670 în două grupuri, protobulgarii orientali / răsăriteni și protobulgarii occidentali / apuseni.
Protobulgarii occidentali / apuseni sunt la originea Hanatului Bulgar de pe Dunăre. Ei și-au lăsat numele actualilor bulgari, care își au originea în amestecul de populații protobulgare, slavi, traco-romani și greci. Protobulgarii orientali / răsăriteni au fondat, în Evul Mediu, Hanatul Bulgar de pe Volga, pe teritoriul actualei Federații Ruse, și care au adoptat religia islamică fiind apoi asimilați de kipciaci.

## Etimologie
Etimologia cuvântului „bulgar” nu este înțelesă îndeajuns și este foarte greu să fie urmărită mai devreme de secolul IV d. Hr.
Există mai multe teorii în legătură cu etimologia cuvântului „bulgar”:
- În general se crede că derivă din turcescul bulğha (a amesteca, a agita, a deranja, a confunda).[5] Paul Pelliot a considerat că „a incita”, „rebel” sau „a produce o dezordine la nivel de stat” ar putea fi caracteristici potrivite pentru nomazi.[6]

- O altă teorie este că etimologia cuvântului „bulgar” a fost influențată de așezarea unde s-au stabilit pentru o lungă perioadă de timp – Volga. Astfel protobulgarii au ajuns să fie recunoscuți după râul Volga fiind numiți „volgari” iar prin transformarea consoanei „v” în „b”, ei au fost numiți „bolgari” sau românizat „bulgari”. Volga la rândul său ar însemna „umiditate”.[7]

## Protobulgarii

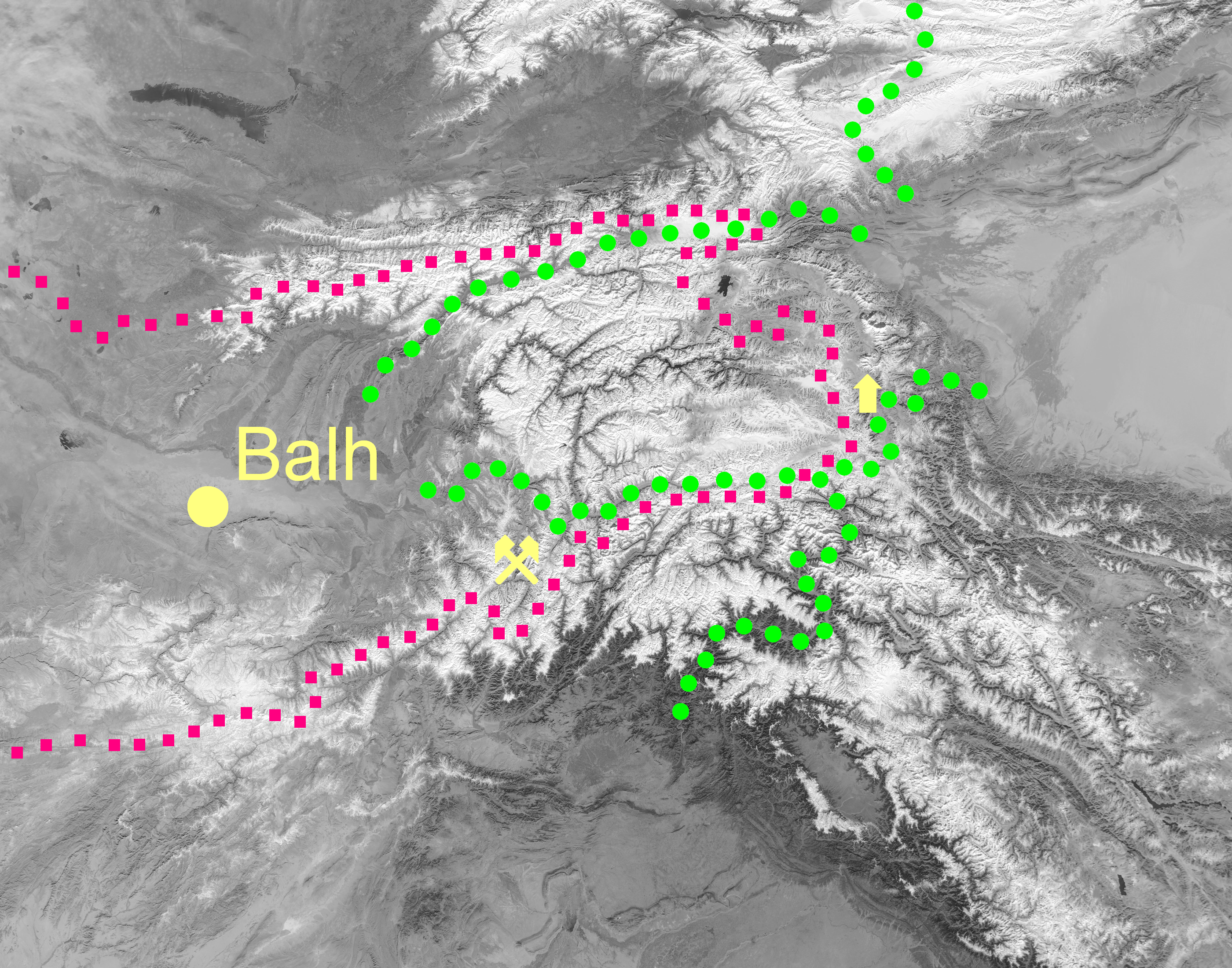
Patria mitică a protobulgarilor în munții Imeon (Pamir și Hindukuș), potrivit hărții apocrife a Asiei Centrale atribuită lui Asparuh, construită de academicianul S.T. Eremian: în această apropiere omofonică numele de protobulgari este legat de Bactriana și de orașul afghan Balchi.

Istoria protobulgarilor începe, dacă se ține cont de sursele scrise, în stepele din nordul Caucazului și Mării de Azov, însă din cauza puternicei influențe protocroniste în istoriografia țărilor din Balcani, au fost propuse mai multe teorii dificil de conciliat, despre originea lor, teorii care vizau să minimalizeze influențele turce oghure în profitul influențelor iraniene, deci indoeuropene. Istoricii sunt de acord cel puțin că confederațiile de popoare călare care migrau peste stepa pontică erau toate, încă de la hunii din secolul al IV-lea și avarii din secolul al VI-lea, până la alanii, iașii și tătarii din secolul al XIII-lea, popoare mixte care au asimilat mai multe influențe. Astfel, în Bulgaria actuală, există urme arheologice și lingvistice ale alanilor (care sunt într-adevăr iranieni) și ai tătarilor (turcofoni). Principala controversă cu privire la originile protobulgarilor apare din faptul că diferiți autori au teze opuse despre importanța respectivă a strămoșilor turci sau iranieni.
Oricum, după moartea lui Atila (din 453), hunii s-au retras spre est în actuala Ucraina, unde patru grupuri principale de popoare federate s-au afirmat ulterior ca adepte ale tengriismului: avarii, protobulgarii, khazarii și maghiarii. Avarii, protobulgarii și maghiarii se vor stabili în scurt timp în bazinul Dunării. Bazat pe interpretarea antroponimelor și lingvisticii, protocroniștii atribuie acestor grupuri succesive, identități în principal iraniene protobulgarilor, turce avarilor și khazarilor, iar fino-ugrice maghiarilor.
Proto-bulgarii sunt menționați pentru prima dată în 480, în zona dintre Marea Caspică și fluviul Dunărea, ca aliați ai împăratului bizantin Zenon împotriva goților, auxiliari ai avarilor care avansau spre Marea Neagră prin supunerea popoarelor care locuiau în nordul acestei mări. Protobulgarii au fost conduși apoi de căpetenii („guvernatori”), dintre care cel mai cunoscut este Gostun, care a deținut puterea o perioadă suficient de lungă de timp fără să se știe exact de când și până când. Nepotul său Kubrat, citat mai sus, a fondat Palaia Megalê Boulgaria, din cronicile bizantine sau Onoguria. Între 630 și 635, Kubrat a condus lupte împotriva avarilor pentru a scăpa de tutela lor și, în 635, a reușit să unească avarii și protobulgarii; după lupte, această unire a fost probabil facilitată de faptul că Kubrat era protobulgar după mama sa și avar după tatăl său. De atunci, Kubrat și-a asumat titlul de han (kanas), creând astfel un puternic khaganat care se extindea pe teritoriile care sunt acum, în cea mai mare parte, în Ucraina. Acest vast khaganat care este denumit în general „Bulgaria Mare”, nemaifiind denumit Onoguria. În tinerețe, Kubrat fusese ținut „ostatic” (termenul desemnează o practică străveche de schimb de demnitari pentru a asigura condițiile unui contract de pace) la curtea Bizanțului și astfel el a putut să asimileze o bună parte a culturii bizantine; a fost botezat în 619 și a murit în jurul 665.
După dezintegrarea Vechii Bulgarii Mari, protobulgarii s-au dispersat în două părți și au stabilit două state:
- Protobulgarii orientali s-au așezat pe Volga de sus (câmpia Oka), unde au fondat un stat care a durat cinci secole, Bulgaria de pe Volga;
- o parte din protobulgarii occidentali au emigrat în ceea ce este în prezent Italia;
- și în cele din urmă, majoritatea protobulgarilor occidentali s-au stabilit în bazinul inferior al Dunării, unde au fondat Hanatul Bulgar al Dunării, strămoșul actualei Bulgaria.

## Protobulgarii de pe Volga
În mod paradoxal, istoria protobulgarilor răsăriteni, stabiliți pe Volga superioară, este puțin cunoscută, deși probabil au continuat timp de câteva secole să constituie o populație dominantă la nivel local.
Reuniți sub autoritatea unui han (kanas), ei au constituit un al doilea imperiu bulgar: Hanatul Bulgar de pe Volga, pe teritoriul actualei Republici Autonome Tatarstan. Au avut o capitală numită „Bolgar” sau „Bulgar” și un „stat”i independent până la 1236 - 1238, când capitala lor a fost distrusă de Hoarda de Aur.
Până la acea dată, protobulgarii de pe Volga au rămas uniți, fără îndoială amestecați cu populații slave și fino-ugrice. Ei aveau contacte cu unele triburi turcice precum și cu califatul omeiad. Unii dintre ei puteau fi creștini, musulmani sau păgâni.
Totuși, în 922, hanul lor  Almuch s-a convertit la islam și a luat numele de Jaffar. Cu această ocazie a avut loc o ambasadă arabă: unul dintre membrii acesteia, Ahmad Ibn Fadlân, a lăsat povestirea sa Călătorie la bulgarii de pe Volga, una dintre rarele mărturii scrise despre protobulgarii de pe Volga. În timpul călătoriei ambasadei arabe, a fost întâlnit și descris un oarecare număr de populații turce, însă în niciun moment Ibn Fadlân nu i-a legat de protobulgarii de pe Volga și nici nu a făcut nici chiar vreo aluzie la vreo legătură de întrudire, sau să remarce vreo similitudine de limbaj. Niciodată nu i-a denumit pe protobulgari turci, deși se pare că îi cunoștea bine, ceea ce nu e de mirare cunoscut fiind faptul că avea rolul de agent secret în cadrul ambasadei. 
Controlând axele comerciale nord-sud și între Orient și Occident, protobulgarii par să fi devenit comercianți bogați.
În 969, s-au ciocnit cu rușii: prințul Sviatoslav le-a jefuit capitala. În cele din urmă, în secolul al XIII-lea, probabil că au fost integrați în hanatul Hoardei de Aur: nu a mai rămas nicio urmă ulterioară a imperiului lor.

## Protobulgarii din Italia
În anii 660, protobulgari au trecut Alpii și au pătruns în Italia, în acea vreme sub dominația longobardă. Un grup condus de Altsikurs s-a instalat în ducatul Benevento, în cea mai mare parte în actuala provincie Campobasso (Molise). Potrivit lui Paul Diaconul, Altsikurs a primit de la ducele Romuald I «orașele Bovianum, Sepianum, Isernia și alte două orașe cu teritoriile lor», și titlul de gastald. Totodată potrivit lui Paul Diaconul, dacă protobulgarii învățaseră, în mod progresiv,  să vorbească latina, ei și-au păstrat până la sfârșitul secolului al VIII-lea uzul limbii lor de origine.
În anii 1980, o necropolă protobulgară a fost descoperită la Campochiaro.

## Protobulgarii de pe Dunăre

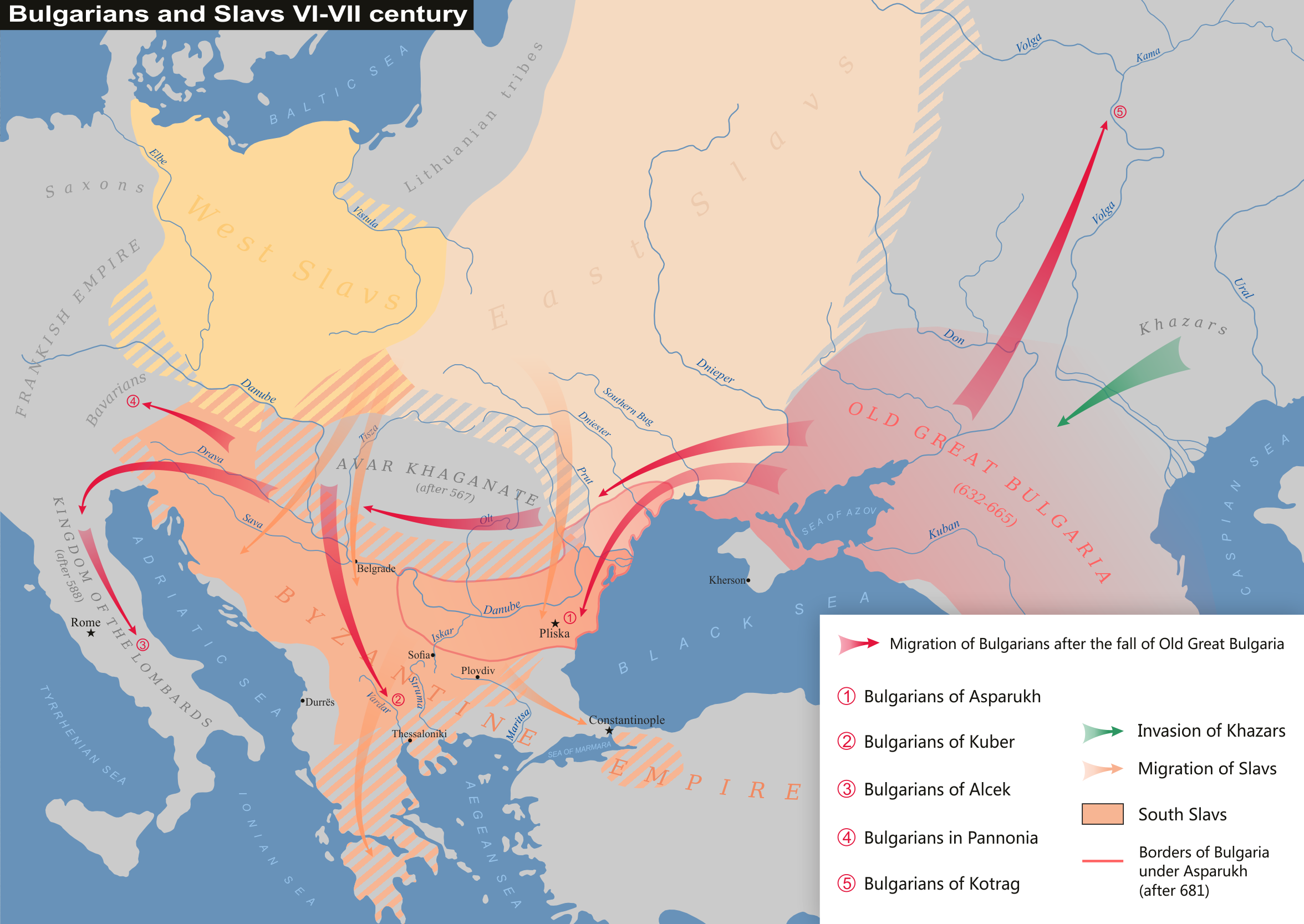
Migrarea protobulgarilor.

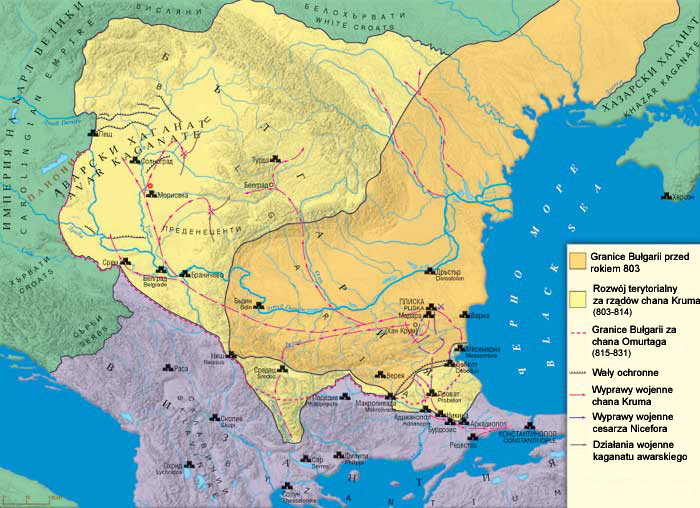
Statul protobulgarilor de pe Dunăre sub hanul Krum.

Protobulgarii occidentali intră în scenă stabilindu-se în bazinul inferior al Dunării, acolo unde protoslavii putuseră să pătrundă fiind favorizați de invaziile avarilor în secolul al VI-lea. La nord de Balcani, ei au format un prim regat în secolul al VII-lea, sub domnia hanului Asparuh (Ispor Rex). În schimbul asistenței sale împotriva împăratului bizantin Constantin al IV-lea care i-a copleșit cu taxe, Asparuh și-a făcut recunoscută autoritatea în fața populațiilor unui Imperiul Roman de Răsărit deja slăbit de alte invazii: traci și mai ales slavi (vorbind slavona și limbi majoritare). După victoria sa, în 681, Asparuh s-a trezit așadar în fruntea unui stat puternic, a cărui populație îi era loială. Această fidelitate nu va fi negată în secolele următoare.
Inițial, aristocrația războinică protobulgară a domnit bazându-se pe căpeteniile (hani) populațiilor locale și a pus la punct structurile de putere centrale despre care se ignoră aproape totul. Cu toate acestea, protobulgarii de pe Dunăre au fuzionat în cele din urmă cu slavii, și le-au adoptat limba, prenumele și s-au convertit la creștinism, în secolul al IX-lea, pe vremea lui Boris I (852 - 889), care este proclamat cneaz.
Astăzi, dacă actuala Bulgaria și poporul bulgar își datorează numele unui popor din Asia Centrală, actuala limbă bulgară este o limbă slavă și doar un puține cuvinte au originea în limba primilor hani bulgari. Alte cuvinte provin din lexicul trac, latin, grec sau turc, care demonstrează influențe multiple și o istorie înrudită cu cea a altor popoare balcanice si imperiile vecine, Bizantin, apoi Otoman.